# Love Song (Simple Minds)
Love Song är en låt av den brittiska gruppen Simple Minds utgiven i augusti 1981 som singel från albumet Sons and Fascination. Den nådde 47:e plats på brittiska singellistan och 16:e plats på Sverigetopplistan. B-sidan This Earth That You Walk Upon är en instrumentallåt som senare spelades in i en ny version med sång till Sons and Fascination.

## Utgåvor
7" singel Virgin VS 434
1. Love Song [Edit] (3:54)
2. This Earth That You Walk Upon [Instrumental Edit]    (4:15)

12"  singel Virgin VS 434-12
1. Love Song     (5:04)
2. This Earth That You Walk Upon [Instrumental] (5:26)